# White Swan Hotel (Alnwick)
Pour les articles homonymes, voir White Swan Hotel (Canton).
Le White Swan Hotel est un monument historique britannique situé à Alnwick, dans le Northumberland. Datant du XVIIIe siècle, il a été maintes fois agrandi et étendu.
En 1852, Algernon Percy, 4e duc de Northumberland, fit appel à l'architecte Anthony Salvin pour remodeler le siège de sa famille au château d'Alnwick. Salvin a également remodelé le White Swan à la même époque ; la façade actuelle date de cette période. Depuis, l'hôtel s'est étendu aux bâtiments voisins, qui ont été intégrés à l'hôtel et transformés en chambres.
Il tient principalement sa célébrité à ses améliorations de 1936. Les propriétaires de l'époque ont en effet racheté des éléments décoratifs du paquebot Olympic, jumeau du Titanic, sur le point de partir à la casse. Ces éléments, panneaux de bois, cheminée, rampes d'escalier, ornent un certain nombre de lieux de l'hôtel, notamment la Olympic Suite.